# Związek Sił Prawicy
Związek Sił Prawicy (rum. Uniunea Forțelor de Dreapta, UFD) – rumuńska partia polityczna o profilu centroprawicowym, działająca w latach 1996–2003.

## Historia
Partia powstała w 1996 pod nazwą Partia Alternatywy Rumunii (rum. Partidul Alternativa României, PAR). 28 marca 1999 przekształciła się w UFD. Pierwszym liderem ugrupowania był ekonomista i przywódca rumuńskich Ormian Varujan Vosganian, od 1999 do 2001 partią kierował wspólnie z kompozytorem Adrianem Iorgulescu, następnie przewodniczył jej samodzielnie Adrian Iorgulescu.
PAR w 1996 dołączyła do Rumuńskiej Konwencji Demokratycznej, która zajęła pierwsze miejsce w wyborach parlamentarnych w tym samym roku. Partia Alternatywy Rumunii uzyskała 3 miejsca w Izbie Deputowanych i 1 miejsce w Senacie. Przed kolejnymi wyborami UFD współtworzył sojusz pod nazwą CDR 2000, który nie przekroczył wyborczego progu. 19 kwietnia 2003 związek przyłączył się do Partii Narodowo-Liberalnej.